# ورا (ایلینوی)
ورا، ایلینوی (به انگلیسی: Vera, Illinois) یک منطقهٔ مسکونی در ایالات متحده آمریکا است که در شهرستان فایتی، ایلینوی واقع شده‌است.

## خصوصیات
ورا ۱۷۰ متر بالاتر از سطح دریا واقع شده‌است.